# Archgoat
Archgoat ist eine Black-Metal-Band aus Turku, Finnland.

## Geschichte
Archgoat wurde 1989 von den Brüdern Angelslayer und Ritual Butcherer sowie Blood Desecrator gegründet. 1990 trat die Band erstmals live auf. Das erste Demo Jesus Spawn erschien 1991. 1992 bekam die Band einen Plattenvertrag bei Necropolis Records, wo sie 1993 die Mini-LP Angelcunt (Tales of Desecration) veröffentlichten. Als sie ihr Debüt-Album einspielen wollte, gab es Schwierigkeiten mit der Plattenfirma, und das Album wurde nicht veröffentlicht. 1993 löste die Band sich aufgrund des Zustandes der damaligen Black-Metal-Szene auf.
2004 schloss sich die Band wieder zusammen. Das Schlagzeug spielte jetzt nicht mehr Blood Desecrator, sondern Leneth the Unholy Carnager. Das 1993 aufgenommene Material wurde 2004 in Form der EP Angelslaying Black Fucking Metal über Hammer of Hate Records veröffentlicht. 2005 folgte der erste Auftritt seit der Wiedervereinigung in Kouvola. Leneth wurde darauf durch Sinister K. ersetzt. Ebenfalls 2005 fand in Großbritannien das erste Archgoat-Konzert im Ausland statt. Ihr Debüt-Album Whore of Bethlehem erschien 2006. Es folgten Auftritte in Deutschland, Finnland und den Vereinigten Staaten und 2007 eine Europatournee mit der Band Black Witchery, mit der sich Archgoat 2008 die Split-Doppel-LP Desecration & Sodomy 2007 teilte. Das zweite Studioalbum der Band, das am 9. Februar 2009 veröffentlicht wurde, nennt sich The Light-Devouring Darkness. Das Best-of-Album The Aeon of the Angelslaying Darkness erschien 2010 als 2-CD und 2-LP. Eine weitere EP namens Heavenly Vulva (Christ’s Last Rites) wurde am 14. Oktober 2011 veröffentlicht.
2015 fand eine Tournee mit Inquisition statt. Im gleichen Jahr erschien auch das Album The Apocalyptic Triumphator.
2018 tourte Archgoat in Asien. Am 28. September 2019 trat Archgoat beim Servants of Chaos von Debemur Morti auf. Ein Mitschnitt erschien am 10. April unter dem Titel Black Mass XXX bei Debemur Morti.

## Musikstil und Ideologie
Ritual Butcherer gibt Wurzeln im Grindcore und Death Metal sowie im frühen Black Metal an. Archgoat habe die Geschwindigkeit Sarcófagos mit der Schwere Celtic Frosts vermischt und die Tempowechsel Carcass’ hinzugefügt. Ritual Butcherer gibt als entscheidenden Punkt das Hinterfragen des Christentums ab etwa 1987 an, das ihn zur Beschäftigung mit Liedtexten offen antichristlicher Bands führte. Die Gründungsmitglieder waren von den dunklen Texten von Venom, Celtic Frost, Possessed und Hellhammer fasziniert und lasen infolgedessen zunehmend satanische Literatur.
Anfangs waren sämtliche Mitglieder an den Kompositionen beteiligt. Ritual Butcherers Anteil daran nahm im Laufe der Jahre immer mehr zu. Er schreibt inzwischen sämtliche Musik und Texte für Archgoat. Grundsätzlich orientiert sich der Kompositionsprozess an den Riffs und geht von diesen aus. Ritual Butcherer sieht bis auf die Fähigkeit, komplexeres Material zu komponieren, keine stilistischen Veränderungen im Laufe der Jahre. Er erwähnt allerdings eine Veränderung des Gitarrenklangs auf Whore of Bethlehem gegenüber Angelcunt, was unerwartet geschehen sei. Alle Veröffentlichungen seien eine natürliche Fortführung der vorherigen. The Light-Devouring Darkness wiederum kehrt musikalisch zu den Wurzeln der Demo-Ära zurück.
Ritual Butcherer sieht Archgoat nicht als Band der gegenwärtigen Szene an. Archgoat sei eine Band der Szene von 1989 bis in die frühen 1990er. Die damals nicht etablierte Bezeichnung als War Metal lehnt Ritual Butcherer ab und unterstellt Leuten, die Archgoat entsprechend kategorisieren, die Band und das, wofür sie steht, nicht verstanden zu haben.
Archgoat wird mit Gruppen wie Blasphemy und Beherit verglichen, die Kez Whelan vom Terrorizer als unleugbare Einflüsse bezeichnet. Dennoch sei Archgoat nicht so chaotisch, ihr Klang sei etwas dichter und weise mehr Death-Metal-Einfluss auf, was bei „sowohl dem gerülpsten Gesang als auch dem völlig ranzigen Groove, der Lieder wie ‚Grand Luciferian Theophany‘ untermauert“ deutlich sei. Robert Müller vom Metal Hammer bezeichnete sie als „Black-Thrasher“, die „lehrbuchmäßig durchexerzieren, wie schwarz Achtziger-Metal 2010 sein kann“. Auf der EP Heavenly Vulva (Christ’s Last Rites) finden laut Götz Kühnemund vom Rock Hard neben „Blasphemy-artigem Mega-Geschrote […] auch immer wieder langsame, ultraharte, eingängige Riffs (die manchmal wie eine fiesere Zeitlupen-Variante der alten Bolt Thrower oder Carcass wirken) ihren Weg ins tiefe Schwarz des typischen ARCHGOAT-Sounds. Für geföhnte Weicheier ist das natürlich unerträglich, für strubbelige Rüpel wie Wolf oder Jan aber Oberkult.“
Für Ritual Butcherer ist Black Metal die musikalische Verlängerung seiner Philosophie und ein Verständnis des Satanismus für den Black Metal unerlässlich. Musik sei im Black Metal zweitrangig. Archgoat repräsentiere die Ideologie der Mitglieder und diese die Ideologie Archgoats, bei der es sich um traditionellen Satanismus handle. Er empfiehlt die Werke von Brother Myrmydon von der Cathedral of the Black Goat. Blasphemie und antichristliche Themen sind typisch für Archgoat. Das Titellied von Whore of Bethlehem beispielsweise sollte als Beleidigung Marias repräsentieren, worum es im Black Metal gehe, im Gegensatz zu „baumkuschelndem, heidnischem Nonsens“, der sich in der Szene ausgebreitet hatte. Hinter The Light-Devouring Darkness steht das Konzept einer Prophezeiung kommender Zeiten. Das Album The Luciferian Crown handelt stärker von der Entwicklung hin zum Licht Luzifers als vorige Werke. Texte wie The Obsidian Flame (Fom My Depths) und I Am Lucifer’s Temple gehen auf persönliche Erfahrung in dieser Beziehung zurück. The Luciferian Crown (Venom of God) preist Samael für die Verleitung des Menschen zur Erkenntnis. Sorcery and Doom handelt von einem finnischen Schamanen.
Ritual Butcherer versucht, in die Gestaltung der Alben stets den Zwillingsmond als Symbol der Dualität zu integrieren. Die Plattencover stammen stets von Chris Moyen. Diese sind so konzipiert, dass sie wie Fortsetzungen des vorangegangenen Covers sind.

## Diskografie
- 1991: Jesus Spawn (Demo)
- 1993: Penis Perversor (Demo)
- 1993: Angelcunt (Tales of Desecration)
- 1999: Messe des morts/Angelcunt (Split mit Beherit)
- 2004: Angelslaying Black Fucking Metal
- 2006: Whore of Bethlehem
- 2008: Desecration & Sodomy 2007 (Split mit Black Witchery)
- 2009: The Light-Devouring Darkness
- 2010: The Aeon of the Angelslaying Darkness (Best-Of)
- 2011: Heavenly Vulva (Christ’s Last Rites)
- 2013: Reh & Live 1990/Jesus Spawn (Split mit Incantation)
- 2013: Angelslaying Christbeheading Black Fucking Metal (Split mit Surrender of Divinity)
- 2014: Brazilian Ritual Second Attack (Split-DVD mit Black Witchery, Impurity und Grave Desecrator)
- 2015: The Apocalyptic Triumphator
- 2015: Lux Satanae (Thirteen Hymns of Finnish Devil Worship) (Split mit Satanic Warmaster)
- 2016: Total Satanic Darkness (Box-Set)
- 2018: The Luciferian Crown
- 2021: Worship the Eternal Darkness
- 2022: All Christianity Ends